# Mèrthal

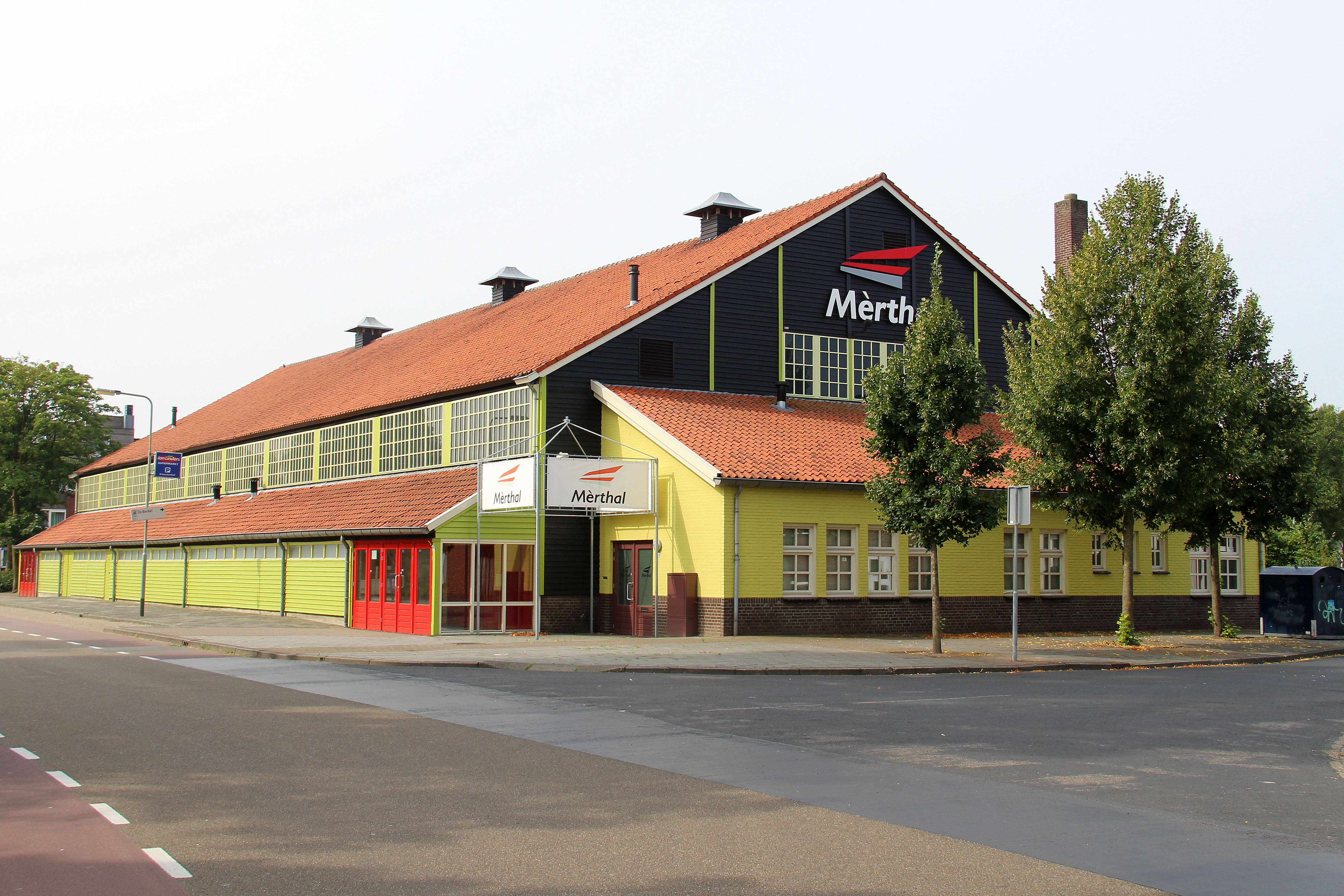
De Mèrthal in 2015 na een opknapbeurt

De Mèrthal (Nederlands: Markthal), is een voormalige veemarkthal in Horst in de Nederlandse provincie Limburg. Het gebouw, dat gelegen is aan de Gasthuisstraat, is tegenwoordig in gebruik als evenementenhal.

## Geschiedenis
De veemarkthal werd in 1937 gebouwd naar ontwerp van de Heerlense architect Frits Peutz. In de eerste jaren werden er regelmatig veemarkten gehouden. Nadat de plaatselijke kerk tijdens de Tweede Wereldoorlog volledig werd verwoest, was de hal van 1945 tot 1953 tijdelijk als noodkerk in gebruik.
Daarna deed de hal dienst als opslag van een machinefabriek. In 1969 werd de hal verbouwd tot sporthal en kreeg vanaf die tijd de naam Mèrthal mee. Vanaf die tijd werd het gebouw ook steeds vaker gebruikt als evenementenhal, vooral voor carnavalsactiviteiten en concerten.
In 2000 stond de hal op de slooplijst. Een T-shirtactie van de Heideroosjes met de tekst Mèrthal mot blieve (Markthal moet blijven), haalde de landelijke pers en zorgde ervoor dat het gebouw kon blijven bestaan.
Na een grondige renovatie wordt de hal thans nog steeds als evenementenhal gebruikt.